# Wał wydmowy

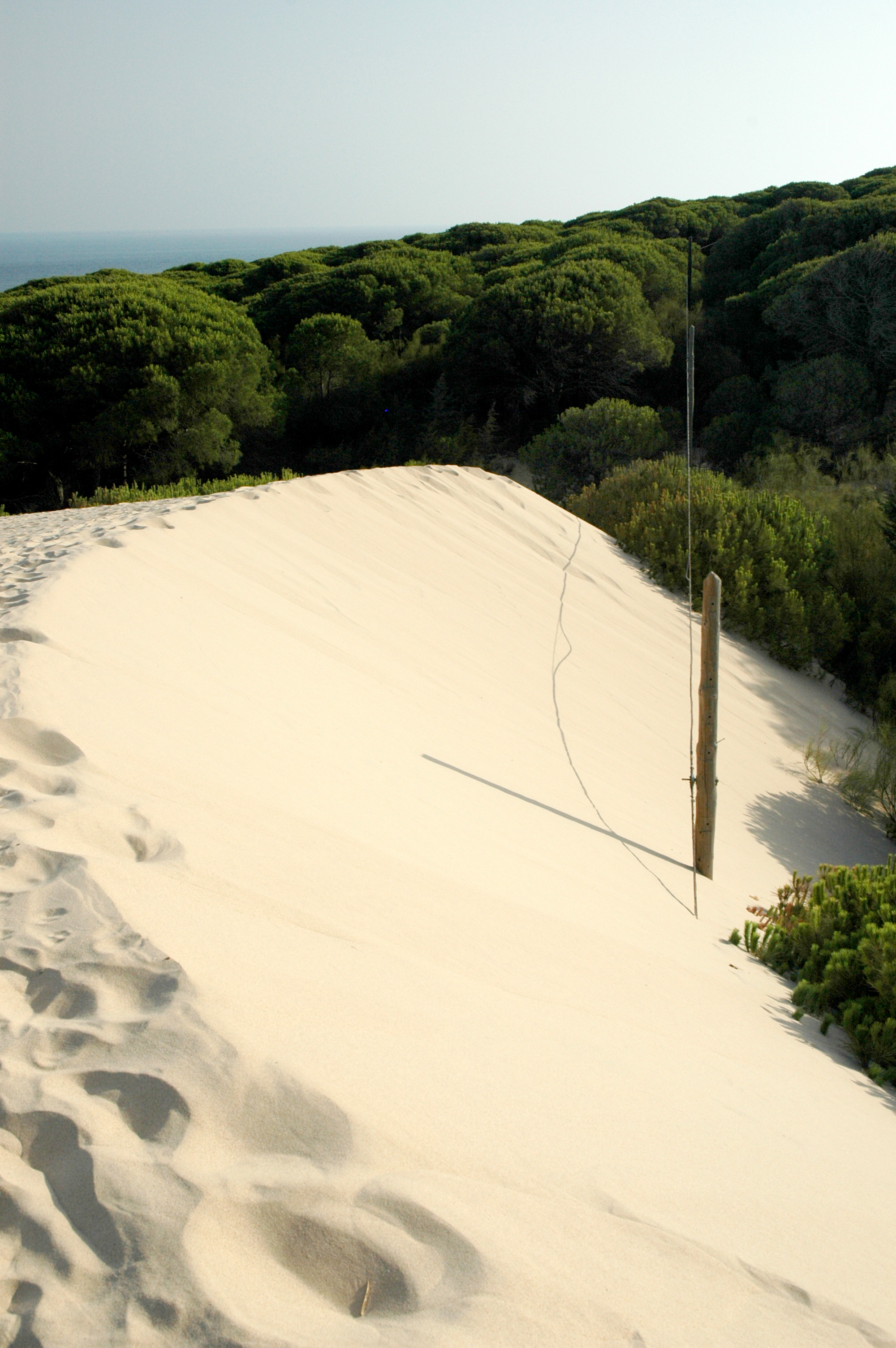
Wał wydmowy w Hiszpanii

Wał wydmowy – rodzaj wału usypanego z piasku przez wiatr. Jest to rodzaj wydmy, wyróżnianej ze względu na kształt; najczęściej powstaje na terenach nadmorskich i odsłoniętych. Potrafią ciągnąć się nawet kilkadziesiąt kilometrów, jak w przypadku tych na Nizinach Wewnętrznych w Australii. Niektóre wały wydmowe mogą przyrastać w szybkim tempie – w mierzei Bramy Świny od czasów II wojny światowej przyrosły aż dwa wały wydmowe, a ich średnie roczne tempo rozszerzania wynosi 2 metry/rok. Czynnikiem sprzyjającym ich powstaniu jest wiatr wiejący głównie z dwóch przeciwnych kierunków.